# Хидоятов, Гога Абрарович
Гога Абрарович Хидоятов (9 мая 1930 — 10 декабря 2015) — советский и узбекский историк, профессор, доктор исторических наук (1969), заслуженный деятель науки Республики Узбекистан. В 1961—1994 гг. зав. кафедрой новой и новейшей истории Ташкентского университета.

## Биография
Родился в Ташкенте в семье творческой интеллигенции. Родители Абрар Хидоятов и Сара Ишантураева- выдающиеся узбекские драматические актеры, народные артисты СССР.
Окончил Московский государственный университет имени М. В. Ломоносова (1954).
- 1958—1961 гг. — старший научный сотрудник Института Востоковедении АН УзССР, в 1959 году защитил кандидатскую диссертацию по теме «Современное рабочее движение в Англии».
- 1961—1994 гг. — заведующий кафедрой новой и новейшей истории Ташкентского университета.
- 1967—1987 гг. — декан исторического факультета Ташкентского университета.
- 1994—1999 гг. — советник министра иностранных дел Республики Узбекистан.
- 1994—1999 гг. — профессор Университета мировой экономики и дипломатии (УМЭД).

С 2005 г. на пенсии.
Дочь — политик Нигора Хидоятова.
Опубликовал 15 монографий и более 100 статей научных журналах. Автор учебников всемирной истории для 10 и 11 классов общеобразовательных школ Узбекистана.

## Основные работы
- «Из истории англо-русских отношений в Средней Азии в конце XIX века» (1969)
- История и идеологическая борьба / Г. А. Хидоятов /Ташкент : Укитувчи, 1988, 204 с.
- Основные вопросы современной идеологической борьбы / Г. А. Хидоятов, Р. Т. Саримсаков /Ташкент : Узбекистан, 1982
- Британская экспансия в Средней Азии : (Пенде, март 1885 г.) / Г. А. Хидоятов; Отв. ред. А. Л. Нарочницкий /Ташкент : Фан, 1981
- Строительство социализма в Средней Азии и современный антикоммунизм. /Ташкент : Узбекистан, 1978
- История и культура южных районов Средней Азии в древности и средневековье: Сб. науч. тр. Гога Аброрович Хидоятов. ТашГУ, 1988 — Всего страниц: 104
- Моя родная история. Г. А. Хидоятов. «Укитувчи», 1990 — Всего страниц: 303

До последних дней писал книгу — «Тюркская цивилизация», и её закончил.